# Neowadotes casabito
Genre
Espèce
Neowadotes casabito, unique représentant du genre Neowadotes, est une espèce d'araignées aranéomorphes de la famille des Agelenidae.

## Distribution
Cette espèce est endémique de République dominicaine,. Elle se rencontre dans la province de Monseñor Nouel.

## Publication originale
- Alayón, 1995 : Nuevo género de Agelenidae (Arachnida: Araneae) de República Dominicana. Poeyana, p. 450, p. 1-8.